# Kuusamo
Kuusamo è una città finlandese. Si trova nella provincia di Oulu e fa parte della regione dell'Ostrobotnia Settentrionale; ha 15146 abitanti.
Kuusamo è un importante centro per gli sport invernali e riceve circa un milione di turisti ogni anno. Una delle località sciistiche più grandi in Finlandia, Ruka (attrezzata con il trampolino Rukatunturi), si trova a Kuusamo. Ruka è anche sede di numerosi gare internazionali di sci nordico (salto con gli sci, sci di fondo e combinata nordica). I Campionati mondiali di freestyle 2005 si sono tenuti a Kuusamo.
L'aeroporto di Kuusamo si trova 6 km a nord-est dal centro della città di Kuusamo. Nella città si parla unicamente finlandese.

## Geografia fisica

### Clima

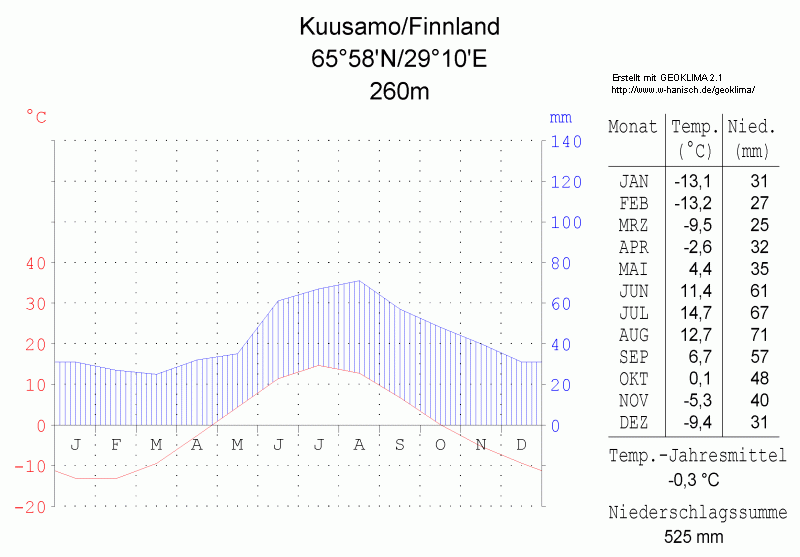
Diagramma del clima di Kuusamo

La temperatura media annuale è di -0,3 °C, le precipitazioni annuali sono di 525 mm. Il mese più caldo è luglio con una temperatura media di 14,7 °C; il più freddo è febbraio con -13,2 °C di media. La temperatura più fredda mai misurata è stata -40,8 °C. Kuusamo è una delle aree più nevose in Finlandia: il terreno è coperto di neve per circa 200 giorni l'anno, da fine ottobre fino a metà maggio, con uno spessore di 80-90 cm.

## Popolazione
Il 31 gennaio 2011 la popolazione era di 16.491 abitanti. Quasi due terzi della popolazione vive nel centro della città, chiamato il villaggio di Kuusamo, il resto è diviso tra i villaggi nelle zone rurali dell'entroterra. Come la maggior parte delle comunità del Nord e della Finlandia orientale, vi è una forte migrazione verso le grandi aree urbane. La popolazione aveva alla fine del 1960 quasi 21.000 residenti; con l'eccezione di un periodo nel 1990, la popolazione è costantemente diminuita da allora.
La migrazione ha avuto un effetto diverso sulle classi d'età di Kuusamo, in quanto sono soprattutto i giovani che lasciano la città. Per esempio, tra il 1998 e il 2001, la percentuale di persone di età inferiore ai 15 anni è scesa dal 25% al 23%, mentre la quota delle persone di età superiore ai 64 anni è passata dal 12 al 14%.
| Anno | Popolazione |
| ---- | ----------- |
| 1960 | 18.639      |
| 1965 | 20.795      |
| 1970 | 19.974      |
| 1980 | 18.161      |
| 1985 | 17.923      |
| 1990 | 18.061      |
| 1995 | 18.687      |
| 2000 | 17.891      |
| 2001 | 17.729      |
| 2003 | 17.405      |
| 2005 | 17.113      |
| 2008 | 16.779      |

## Amministrazione

### Gemellaggi
Kuusamo è gemellata con le seguenti città:
- Avesta, Svezia, dal 1984
- Hørning, Danimarca, dal 1988
- Askøy, Norvegia, dal 1988
- Louchi, Repubblica di Carelia, Russia, dal 1989